# Jakub Konečný (podnikatel)
Jakub Konečný (18. července 1971 – nezvěstný od 1. března 2005?) je český podnikatel a spolupracovník Policie České republiky. Je znám směnkovou aférou a vlastnictvím Sběrných surovin. Měl blízko ke špičkám České strany sociálně demokratické (ČSSD). Od roku 2005 je nezvěstný a pohřešován Policií ČR. Podle detektiva Karla Tichého byl zabit Radovanem Krejčířem.

## Směnková aféra
V březnu roku 2005 měl Konečný spolu s Radovanem Krejčířem v Burzovním paláci v Praze předat zástupcům ČSSD směnky v hodnotě více než 60 miliónů Kč. K předání ale nedošlo a od té doby je nezvěstný. Údajná spojitost jeho zmizení s funkcionářem strany ČSSD Stanislavem Grossem nebyla potvrzena.

## Zmizení
Jakub Konečný je nezvěstný od 1. března 2005, o den později jej Policie České republiky zařadila mezi pohřešované osoby a vyhlásila po něm pátrání. Naposledy byl viděn 1. března 2005 obchodním partnerem v 18:00, kdy s ním měl schůzku ve Šrobárově ulici v Praze. Zmizení Konečného nahlásila policii jeho přítelkyně, která na něj 1. března večer marně čekala. Ve Šrobárově ulici však už byl jen prázdný automobil Porsche, kterým Konečný na schůzku přijel. Policisté, kteří po podnikateli pátrali, prověřovali několik možných verzí jeho zmizení: buď se Konečný stal obětí únosu, nebo vraždy v rámci vyřizování účtů mezi podnikateli. Konečný získával informace z podsvětí jako spolupracovník policie, kterého řídil bývalý detektiv protikorupční policie Karel Tichý. Konečný získával informace především jako spolupracovník Radovana Krejčíře, který dle Tichého také stál za jeho únosem a vraždou. Krejčíř dlužil Konečnému 200 milionů Kč a s podezřením na spolupráci Konečného s Policií ČR měl dobrý důvod pro zmizení Konečného. Mnoho neosvětlil ani dokument, který policisté našli v Konečného trezoru. Podnikatel tam píše o tom, že ho Krejčíř 19. dubna 2002 nechal unést a donutil ho podepsat směnky, daňové doklady a několik čistých papírů.